# Siège de Marrakech (1674)
Pour les articles homonymes, voir Bataille de Marrakech.
Le siège de Marrakech est un siège qui a lieu en 1674 et oppose l'armée du sultan Moulay Ismaïl ben Chérif aux partisans de Moulay Ahmed ben Mehrez, qui se sont emparés de Marrakech en mai 1673.

## Contexte et déroulement
En mai 1673, Ahmed ben Mehrez, à l'aide de ses partisans, s'empare pour la seconde fois de Marrakech. Après une expédition face aux tribus Arabes du pays Angad, qui pratiquent le brigandage, Moulay Ismaïl lance une nouvelle campagne contre son neveu, Ahmed. Il marche alors à la tête de son armée sur le pays Tadla, et rencontre celle de Ahmed à Bou Agba, au bord de l'Oued el-Abid. Une bataille s'y déclenche, et Ismaïl emporte finalement la victoire sur l'armée de son neveu, et tue son chef, Hida Ettouïri. Ahmed est alors poursuivi par son oncle jusqu'à Marrakech, où il se retranche.
Ismaïl assiège donc la ville, et s'en empare de vive force toujours en 1674, obligeant Ahmed à s'enfuir dans la province du Drâa.

## Sources

### Sources bibliographiques
1. 1 2  Ahmed Ezziâni 1886, p. 26.
2. ↑  al-Nasiri 1906, p. 65
3. ↑  Hamet 1923, p. 339.

### Francophone
- Ahmed ben Khâled Ennâsiri Esslâoui. (trad. de l'arabe par Eugène Fumet), Kitâb Elistiqsâ li-Akhbâri doual Elmâgrib Elaqsâ [« Le livre de la recherche approfondie des événements des dynasties de l'extrême Magrib »], vol. IX : Chronique de la dynastie alaouie au Maroc, Paris, Ernest Leroux, coll. « Archives marocaines », 1906 (lire en ligne)

- Ismaël Hamet, chap. VI « Les Chérifs Filaliens : Les chérifs filaliens ou hassaniens. – Moulay Rachid au Tafilalt, puis à Fez. – Moulay Ismaïl (1672-1727). – Les Abid Bokhari. – Sidi Mohammed ben Abdallah (1757-1790). – Moulay Slimane (1792-1822). –Moulay Aderrahmane (1822-1859). », dans Histoire du Maghreb : Cours professé à l'Institut des hautes études marocaines, Paris, Ernest Leroux, 1923, 502 p. (lire en ligne [PDF]), p. 335-391
- Aboulqâsem ben Ahmed Ezziâni (trad. de l'arabe par Octave Victor Houdas), Le Maroc de 1631 à 1812 : Extrait de l'ouvrage intitulé Ettordjemân elmo ʻarib ʻan douel Elmachriq ou ʼLmaghrib, Paris, Ernest Leroux, 1886, 216 p. (lire en ligne)